# María Canale
María Canale (20 de noviembre de 1986) es una actriz de cine, teatro y televisión y cantante argentina.

## Biografía
Nació el 20 de noviembre de 1986 en la ciudad de Buenos Aires, Argentina. Vivió allí hasta la edad de 6 años, cuando se mudó con su familia a la localidad de Boulogne, situada en el Gran Buenos Aires. Actualmente reside en el barrio Almagro.
Al finalizar la escuela secundaria en el tradicional colegio Michael Ham comenzó a estudiar Letras en la Facultad de Filosofía y Letras. Paralelamente, María comenzó a estudiar teatro en el Instituto Universitario Nacional del Arte y a entrenarse con el actor y director, Guillermo Angelelli. Posteriormente abandono la carrera de Letras, para dedicarse por completo a su formación artística.

### Carrera
En 2007 hizo su debut en cine con el cortometraje La conjura del azar,  dirigido por Christian Stauffacher. En 2009 filmó en Uruguay, el cortometraje No me ama, dirigido y coprotagonizado por Martín Piroyansky, que circuló por varios festivales, entre los que se destaca el "Vancouver Latin American Film Festival" de Francia. Protagonizó la película Abrir puertas y ventanas, por su actuación en este film fue premiada en el Festival Internacional de Cine de Locarno 2011, con el Premio Locarno a la mejor actriz 

## Trabajos

### Televisión
| Año  | Título               | Rol / Personaje             | Canal      | Notas |
| ---- | -------------------- | --------------------------- | ---------- | --- |
| 2011 | Los Sónicos          | Ana Carla                   | Canal 9    | Participación                                                                                             |
| 2012 | El donante           | Noelia                      | Telefe     | Actriz de reparto                                                                                         |
| 2013 | Historia clínica     | Sofía María Eugenia Álvarez | Telefe     | (Ep: «Eva Duarte de Perón: Actriz de reparto de su propio drama») (Ep: «Manuel Belgrano: Ay, patria mia») |
| 2013 | Historias de corazón | Cintia                      | Telefe     | (Ep: «Ojos que no ven»)                                                                                   |
| 2016 | La última hora       | Daniela                     | TV Pública | (Ep: «La cabeza de novia»)                                                                                |
| 2018 | Encerrados           | Hortensia                   | TV Pública | (Ep: «Bonsái»)                                                                                            |
| 2022 | Santa Evita          | Irene Kaufman               | Star+      | Personaje recurrente                                                                                      |

### Cine
| Año  | Título                                  | Rol / Personaje          | Dirección             | Notas          |
| ---- | --------------------------------------- | ------------------------ | --------------------- | -------------- |
| 2007 | La conjura del azar (corto)             | Elena                    | Christian Stauffacher | Debut en cine  |
| 2009 | No me ama (corto)                       | María                    | Martín Piroyansky     | Protagonista   |
| 2010 | Cinco (corto)                           | Paulina                  | Andrew Sala           | Protagonista   |
| 2010 | 3 ambientes (corto)                     | Sofía                    | María Canale          | Protagonista   |
| 2011 | Abrir puertas y ventanas                | Marina Tauss             | Milagros Mumenthaler  | Protagonista   |
| 2012 | Menuet (corto)                          | Camila                   | Milagros Mumenthaler  | Protagonista   |
| 2015 | Los del suelo                           | Irmina Kleiner           | Juan Baldana          | Protagonista   |
| 2018 | Cuando Brillan las estrellas            | Ana                      | Natalia Hernández     | Debut en cine  |
| 2019 | Con este miedo al futuro                | Agustina                 | Nacho Sesma           | Reparto        |
| 2019 | Amor de película                        | Recepcionista del teatro | Sebastián Mega Díaz   | Reparto        |
| 2022 | Tres deseos. Una verdad. (cortometraje) | Susana                   | Cecilia Petrujno      | Coprotagonista |
| 2022 | Que todo se detenga                     | Macarena Baraja          | Juan Baldana          | Reparto        |

### Teatro
| Año       | Obra                   | Dirección            | Teatro                 |
| --------- | ---------------------- | -------------------- | ---------------------- |
| 2007      | …Y los trajo la marea… | Adrián Antonio Juliá | Por la Identidad       |
| 2009      | Babel Piraña           | Guillermo Angelelli  | El excéntrico de la 18 |
| 2010-2012 | Topos                  | Cynthia Smart        | El Túnel               |
| 2012      | Las vírgenes           | Pablo Rotemberg      | Por la Identidad       |

### Música
| Año  | Álbum          | Banda           |
| ---- | -------------- | --------------- |
| 2012 | Mermelada (EP) | Somos Mermelada |
| 2013 | Deux (EP)      | Somos Mermelada |

## Premios y nominaciones
| Año  | Premio                  | Categoría           | Por                      | Resultado |
| ---- | ----------------------- | ------------------- | ------------------------ | --------- |
| 2011 | Premios Locarno         | Mejor actriz        | Abrir puertas y ventanas | Ganadora  |
| 2012 | Premios Cóndor de Plata | Revelación femenina | Abrir puertas y ventanas | Nominada  |
| 2022 | Premio SAGAI            | Mejor actriz        | Tres Deseos. Una verdad  | Ganadora  |